# تشارلي دايفيد
تشارلي دايفيد هو روائي وكاتب سيناريو وممثل كندي، ولد في 9 أغسطس 1980 بريجاينا في كندا.

## وصلات خارجية
- تشارلي دايفيد على موقع IMDb (الإنجليزية)
- تشارلي دايفيد على موقع ألو سيني (الفرنسية)
- تشارلي دايفيد على موقع أول موفي (الإنجليزية)
- تشارلي دايفيد على موقع قاعدة بيانات الأفلام السويدية (السويدية)
- تشارلي دايفيد على موقع إن إن دي بي (الإنجليزية)
- تشارلي دايفيد على موقع قاعدة بيانات الفيلم (الإنجليزية)
- تشارلي دايفيد على موقع كينوبويسك (الروسية)